# Koolhoven F.K.48

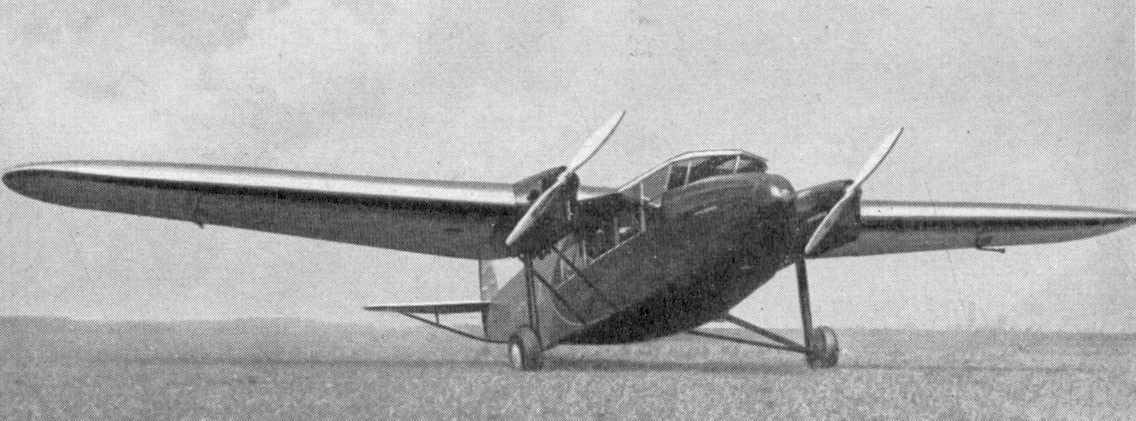
Koolhoven F.K.48

De Koolhoven F.K.48 was een verkeersvliegtuig gebouwd in 1934 voor de KLM door vliegtuigenfabriek Koolhoven. Het was een conventionele tweemotorige hoogdekker met de motoren aan beide voorkanten van de vleugels. De romp was gemaakt van stalen buizen met linnen bespanning, de vleugels en vleugelbekleding waren van hout. 
Het enige gebouwde exemplaar vloog met de registratie PH-AJX en kreeg al snel de bijnaam Ajax. Het vliegtuig werd tot 1936 ingezet op de route Rotterdam – Eindhoven. Hierna werd de F.K.48 bij de KLM enkel nog gebruikt voor instructie en training. 

## Specificaties
- Type: Koolhoven F.K.48
- Bemanning: 2
- Passagiers: 8
- Lengte: 11,00 m
- Spanwijdte: 15,20 m
- Hoogte: 2,65 m
- Leeggewicht:1150 kg
- Maximum gewicht:2150 kg
- Motor: 2 x de Havilland Gipsy Major, 130 pk
- Propeller: Tweeblads
- Eerste vlucht: 24 mei 1934
- Aantal gebouwd: 1

Prestaties
- Kruissnelheid: 116 km/h
- Maximumsnelheid: 206 km/h
- Landingssnelheid: 96 km/h
- Plafond: 3400 m
- Vliegbereik 850 km